# Шафуз-пре-Сельц
Шафуз-пре-Сельц (фр. Schaffhouse-près-Seltz) — коммуна на северо-востоке Франции в регионе Гранд-Эст (бывший Эльзас — Шампань — Арденны — Лотарингия), департамент Нижний Рейн, округ Агно-Висамбур, кантон Висамбур. До марта 2015 года коммуна административно входила в состав упразднённого кантона Сельц (округ Висамбур).
Площадь коммуны — 4,49 км², население — 523 человека (2006) с тенденцией к росту: 569 человек (2013), плотность населения — 126,7 чел/км².

## Население
Население коммуны в 2011 году составляло 581 человек, в 2012 году — 575 человек, а в 2013-м — 569 человек.
| 1962 | 1968 | 1975 | 1982 | 1990 | 1999 | 2006 | 2008 | 2011 | 2012 | 2013 |
| ---- | ---- | ---- | ---- | ---- | ---- | ---- | ---- | ---- | ---- | ---- |
| 312  | 308  | 323  | 347  | 359  | 460  | 523  | 543  | 581  | 575  | 569  |

Динамика населения:

## Экономика
В 2010 году из 403 человек трудоспособного возраста (от 15 до 64 лет) 316 были экономически активными, 87 — неактивными (показатель активности 78,4 %, в 1999 году — 74,2 %). Из 316 активных трудоспособных жителей работали 296 человек (167 мужчин и 129 женщин), 20 числились безработными (8 мужчин и 12 женщин). Среди 87 трудоспособных неактивных граждан 38 были учениками либо студентами, 22 — пенсионерами, а ещё 27 — были неактивны в силу других причин.